# Aeroportul Shonai
Aeroportul Shonai (IATA: SYO, ICAO: RJSY) este un aeroport din Sakata, Prefectura Yamagata, Japonia ce deservește zona Sakata. Aeroportul a fost tranzitat în decembrie 2020 de 7.889 de pasageri.
Situat la o altitudine de 22 m, aeroportul dispune de o singură pistă.